# Liste de cités-États grecques
- Haut – A
- B
- C
- D
- E
- F
- G
- H
- I
- J
- K
- L
- M
- N
- O
- P
- Q
- R
- S
- T
- U
- V
- W
- X
- Y
- Z

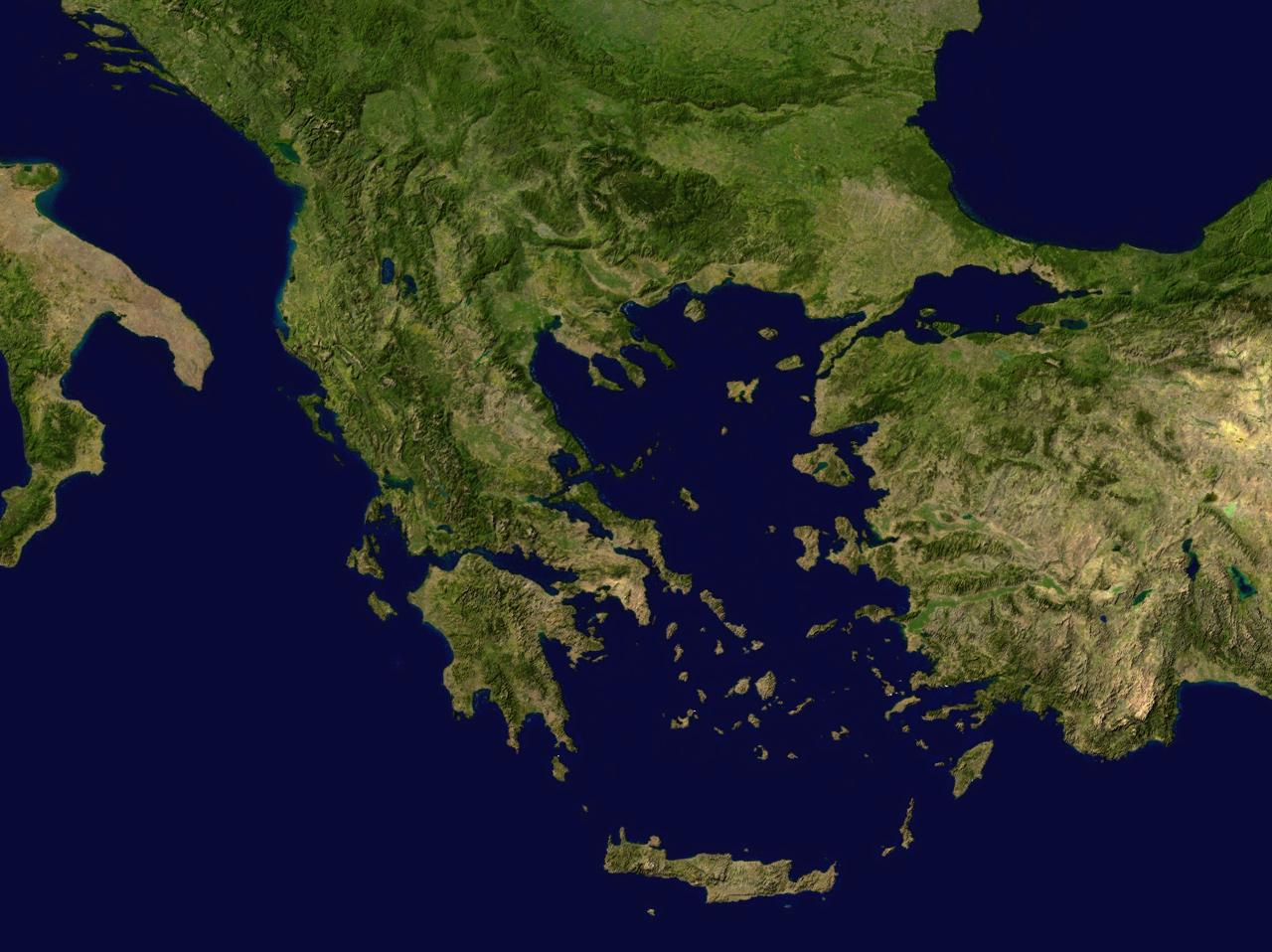
Photo satellite de la Grèce.

Cette page reprend la liste des sites de la civilisation grecque antique, des âges obscurs à l'époque hellénistique (cités, sanctuaires, etc), où des vestiges archéologiques sont visibles.

## A
- Abdère (cité antique), cité de la Thrace antique ; fondée en 656–654 av. J.-C.,  en Grèce (Thrace occidentale).
- Acragas située en Sicile ; fondée en 582 av. J.-C., aujourd'hui en Italie (Sicile).
- Aigai (près de Vergína, première capitale du royaume de Macédoine, fondée en 589-598, en Grèce (Macédoine-Centrale).
- Alalcomènes, en Grèce (Béotie).
- Alexandrette / Iskenderun, fondée en 333 av. J.-C. par Alexandre le Grand, aujourd'hui en Turquie (province de Hatay).
- Iskenderun / Alexandrette, fondée en 333 av. J.-C. par Alexandre le Grand, aujourd'hui en Turquie (province de Hatay).
- Alexandrie, fondée en 331 av. J.-C. par Alexandre le Grand, aujourd'hui en Égypte.
- Amathonte, sur l'île de Chypre.
- Amphipolis situé dans la région des Édoniens en Macédoine orientale ; fondée en 437 av. J.-C., en Grèce (Macédoine-Centrale).
- Amphissa, en Grèce (Locride).
- Antalya (Attaleia), fondée en 150 av. J.-C. par Attale II, aujourd'hui en Turquie (province d'Antalya).
- Antioche, fondée vers 300 av. J.-C. par Séleucos Ier, aujourd'hui en Turquie (province de Hatay).
- Antipolis (ville), aujourd'hui en France (Antibes)
- Aphrodisias en Carie, aujourd'hui en Turquie (province d'Aydin).
- Argos, cité grecque du Péloponnèse, en Grèce (Argolide).
- Ascra, village dépendant de la cité de Thespies, en Grèce (Béotie).
- Aspendos, aujourd'hui en Turquie (province d'Antalya).
- Assos est une cité de Troade ; fondée au VIIe siècle av. J.-C., aujourd'hui en Turquie (province de Çanakkale).
- Athènes, en Grèce (Attique).

## B
- Brauron, en Grèce (Attique).
- Byzantion, aujourd'hui en Turquie (Istanbul).

## C
- Calydon cité située en Étolie, en Grèce (Grèce-Occidentale).
- Cardia (cité grecque) cité située sur le golfe Mélas en Chersonèse de Thrace (Péninsule de Gallipoli), fondée au VIIe siècle av. J.-C., aujourd'hui en Turquie (province de Çanakkale).
- Carthaea, située sur l’île de Kéa  (archipel des Cyclades).
- Carystos, en Grèce (Eubée).
- Chalcédoine, cité de Bithynie, fondée en 685 av. J.-C., aujourd'hui en Turquie (Kadiköy, district d'Istanbul).
- Chios île de la mer Égée, proche de la Turquie, en Grèce (Égée-Septentrionale).
- Chytri, à Chypre.
- Chéronée, en Grèce (Béotie).
- Claros / Klaros, sanctuaire d'Apollon en Ionie, aujourd'hui en Turquie (province d'Izmir).
- Clazomènes, cité de l'Ionie ; fondée à l'époque des invasions doriennes par des colons originaires de Phlionte et de Cléonaï, aujourd'hui en Turquie (province d'Izmir).
- Cnossos, en Grèce (Crète).
- Colophon, cité de l'Ionie (Asie Mineure), aujourd'hui en Turquie (province d'Izmir).
- Copaïs, en Grèce (Béotie), à proximité du lac éponyme.
- Corinthe, en Grèce (Corinthie), fondée selon la légende en 1429 av. J.-C..
- Coronée, en Grèce (Béotie).
- Cranies, en Grèce (Céphalonie).
- Crotone, aujourd'hui en Italie (Calabre).
- Cumes, aujourd'hui en Italie (Campanie).
- Cyrène, fondée en 631 av. J.-C., aujourd'hui en Libye (Cyrénaïque).
- Cyzique cité de Mysie, sur la Propontide (Mer de Marmara), fondé en 756 av. J.-C., aujourd'hui en Turquie (Erdek, province de Balikesir).

## D
- Delphes, sanctuaire panhellénique, en Grèce (Phocide).
- Démétrias, fondée en 293 av. J.-C., en Grèce (Magnésie).
- Didymes, sanctuaire d'Apollon, aujourd'hui en Turquie (Didim, province d'Aydin).
- Dodone, sanctuaire de Zeus, en Grèce (Épire).

## E
- Élatée, en Grèce (Phocide).
- Élée sur la côte tyrrhénienne, fondée en 535 av. J.-C., en Italie (Campanie).
- Élis située au nord-ouest du Péloponnèse, à l'ouest de l'Arcadie, en Grèce (Élide).
- Empúries / Ampurias, aujourd'hui en Espagne (Catalogne).
- Éphèse située en Ionie. C’est l'une des plus anciennes cités grecques d'Asie Mineure, aujourd'hui en Turquie (province d'Izmir).
- Épidaure est un important sanctuaire d'Asklepios, en Grèce (Argolide).
- Erythrées située en l'Asie Mineure, en Ionie, aujourd'hui en Turquie (province d'Izmir).

## G
- Géla, aujourd'hui en Italie (Sicile).
- Gerasa / Jerash, cité de la Décapole, aujourd'hui en Jordanie (province de Jerash).
- Gla, en Grèce (Béotie), forteresse située sur un îlot du lac Copaïs.
- Gortyne est une cité grecque de Crète.
- Gýthio, en Grèce (Laconie).

## H
- Haliarte, en Grèce (Béotie).
- Halicarnasse située en Asie Mineure sur la mer Égée (voir Mausolée d'Halicarnasse), aujourd'hui en Turquie (Bodrum, province de Muğla).
- Héraclée du Latmos, aujourd'hui en Turquie (province de Muğla).
- Héraklion, en Grèce (Crète).
- Hermione, en Grèce (Argolide).
- Héracléa Minoa, aujourd'hui en Italie (Sicile).
- Hiérapolis, fondée au IIe siècle av. J.-C., aujourd'hui en Turquie (province de Denizli).
- Himère, fondée vers 648 av. J.-C., aujourd'hui en Italie (Sicile).

## I
- Idalion, à Chypre.
- Iolcos située en Magnésie, en Grèce (Thessalie).
- Iskenderun / Alexandrette, fondée en 333 av. J.-C. par Alexandre le Grand, aujourd'hui en Turquie (province de Hatay).
- Isthmia, en Grèce (Corinthie).
- Itános, en Crète-Lassithi.
- Itone, en Grèce (Thessalie).

## J
- Jerash / Gerasa, cité de la Décapole, aujourd'hui en Jordanie (province de Jerash).

## K
- Kimmerikon, située en Tauride, en Crimée.
- Kition, sur l'île de Chypre.
- Kourion, sur l'île de Chypre.

## L
- Labranda en Carie, aujourd'hui en Turquie (province de Muğla).
- Lamia, en Grèce (Thessalie).
- Lampsaque située sur la rive sud de l'Hellespont (Dardanelles), en Troade, aujourd'hui en Turquie (Lapseki, province de Çanakkale).
- Lébédos située sur la péninsule actuelle de Kisik, aujourd'hui en Turquie (province d'Izmir).
- Ledra, à Chypre, située à l'emplacement de l'actuelle Nicosie.
- Létôon, sanctuaire de Léto, près de Xanthe, aujourd'hui en Turquie (province d'Antalya).
- Locres, aujourd'hui en Italie (Calabre).

## M
- Magnésie de Thessalie
- Magnésie du Méandre située en Ionie, fondée vers 530 av. J.-C., aujourd'hui en Turquie (province d'Aydin).
- Magnésie du Sipyle située en Lydie, aujourd'hui en Turquie (Manisa, province de Manisa).
- Mantinée sud-est de l'Arcadie, au nord de Tégée, fondée vers 500 av. J.-C., en Grèce (Arcadie).
- Marseille (Massilia), fondée au VIe siècle av. J.-C., en France (Provence-Alpes-Côte d'Azur).
- Mégare située à l'extrémité est de l'isthme de Corinthe, à mi-chemin entre Corinthe et Athènes (Mégaride).
- Milo ville d’une île grecque de la mer Égée, fondée en 700 av. J.-C., en Grèce (Cyclades).
- Messine / Zancle, en Italie (Sicile).
- Métaponte, en Italie (Basilicate).
- Milet en Ionie, aujourd'hui en Turquie (province d'Aydin).
- Myonte en Ionie, fondée au Ve siècle av. J.-C., aujourd'hui en Turquie (province d'Aydin).
- Mycènes située au nord-est de la plaine d'Argos. Selon la mythologie grecque, elle fut fondée par Persée, en Grèce (Argolide).
- Myndos sur la côte de Carie en bordure de la mer Égée, aujourd'hui en Turquie (province de Muğla).
- Myrina , aujourd'hui en Turquie (province d'Izmir).

## N
- Naples, en Italie (Campanie).
- Naupacte, en Grèce (Locride).
- Nauplie, en Grèce (Argolide).
- Naxos, fondée en 735 av. J.-C., en Italie (Sicile).
- Némée, sanctuaire de Zeus où se déroulaient les jeux néméens, en Grèce (Corinthie).
- Nemrut Dağı, site du mausolée de Antiochos Ier de Commagène, aujourd'hui en Turquie (Province de Adıyaman)
- Nicopolis d'Épire, à l’embouchure du golfe Ambracique, fondée en 31 av. J.-C., en Grèce (Épire).
- Nice (Nikaia), en France (Provence-Alpes-Côte d'Azur).

## O
- Œniadæ, en Grèce (Étolie-Acarnanie).
- Olbia, en Italie (Sardaigne).
- Onchestos, en Grèce (Béotie).
- Olous, en Grèce (Crète), engloutie.
- Olympie, sanctuaire de Zeus où étaient organisés les Jeux olympiques, en Grèce (Élide).
- Olympos en Lycie, fondée au IIe siècle av. J.-C., aujourd'hui en Turquie (province d'Antalya).
- Oponte, en Locride (Grèce).
- Orchomène (Arcadie), en Grèce (Arcadie).
- Orchomène (Béotie), en Grèce (Béotie).

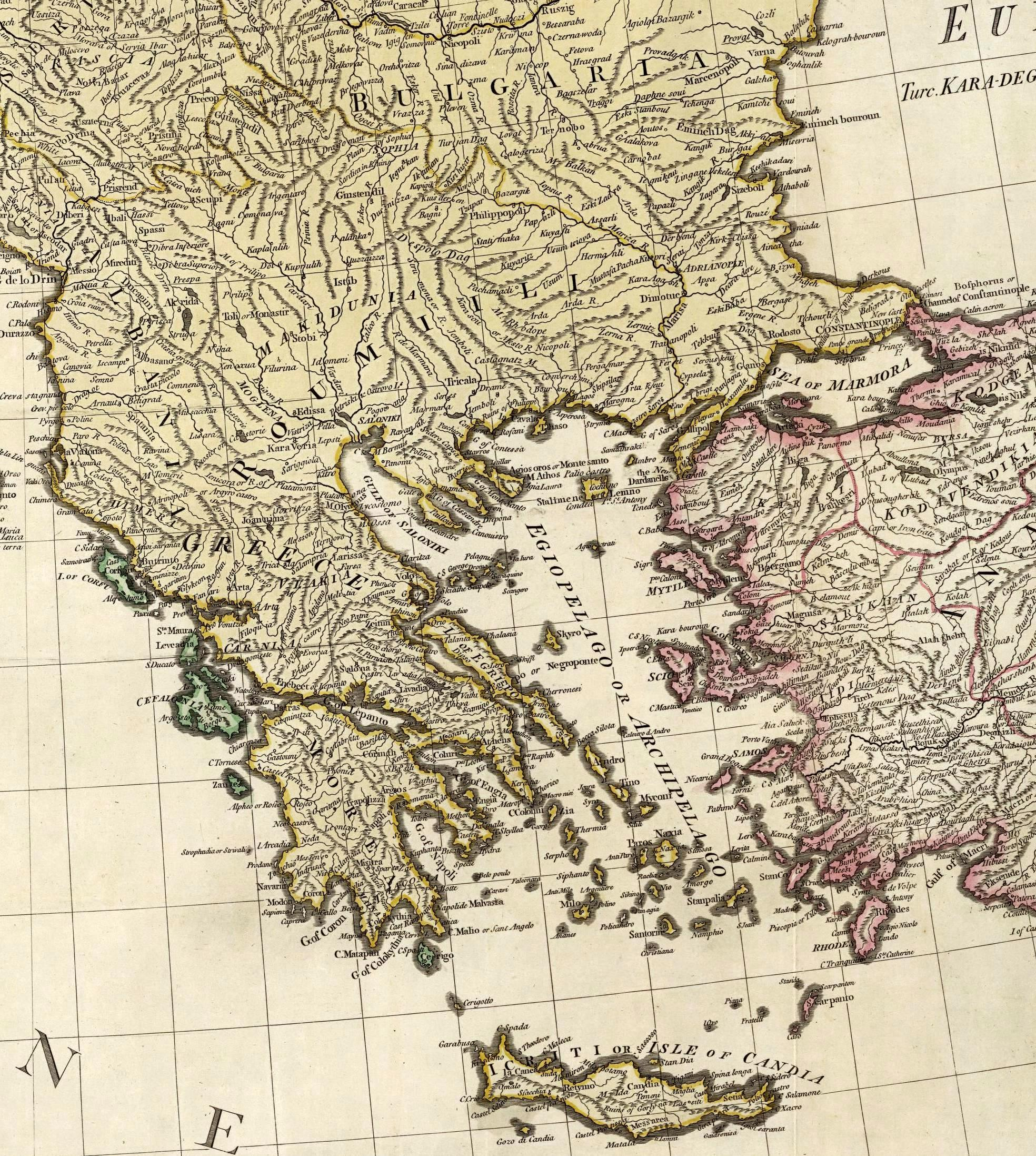
Carte de la Grèce antique.

- Oropos, en Grèce (Attique).

## P
- Paestum / Poseidonia, fondée vers le VIIe siècle av. J.-C., aujourd'hui en Italie (Campanie).
- Poseidonia / Paestum, fondée vers le VIIe siècle av. J.-C., aujourd'hui en Italie (Campanie).
- Pali, en Grèce (Céphalonie).
- Paphos, à Chypre.
- Parion, en Mysie sur l'Hellespont (Dardanelles), en Turquie (province de Çanakkale).
- Patara en Lycie, aujourd'hui en Turquie (province d'Antalya).
- Patras, en Grèce (Achaïe).
- Pella est une ville antique grecque de la plaine centrale de Macédoine.
- Pergame, en Mysie située au nord de Smyrne, peuplée dès le VIIIe siècle av. J.-C., en Turquie (province d'Izmir).
- Pergé, en Pamphylie, fondée au XIe siècle av. J.-C., aujourd'hui en Turquie (province d'Antalya).
- Pharis, en Grèce (Laconie).
- Phaistos, en Grèce (Crète).
- Pharsale, en Grèce (Thessalie).
- Phigalie, en Grèce (Arcadie).
- Philadelphia, cité de la Décapole, aujourd'hui en Jordanie (Amman).
- Phlionte, dans le Péloponnèse, au sud de Sicyone et au sud-ouest de Corinthe, en Grèce (Corinthie).
- Phocée sur la côte de la mer Égée, dans le golfe de Smyrne, fondée entre le Xe siècle av. J.-C. et le VIIIe siècle av. J.-C., en Turquie (province d'Izmir).
- Pinodon situé en Turquie aujourd'hui et qui était fondée en 603 ap J.C.
- Pise, en Grèce (Élide).
- Potidée, en Grèce (Chalcidique)
- Priène, à l'embouchure du  Méandre, en Turquie (province d'Aydin).
- Prônies, en Grèce (Céphalonie).
- Pylos, en Grèce (Messénie).

## R
- Rhamnonte
- Rhegion, Reggio de Calabre
- Rhithymna (en)
- Rhode, Roses (Catalogne)
- Rhodes (ville)
- Rhypes (en), en Grèce (Achaïe).
- Rizina, Priniás (Gortyne, Héraklion)

## S
- Sagalassos, en Turquie (province de Burdur).
- Sagonte, en Espagne (Communauté valencienne).
- Salamine, île grecque de l'Attique.
- Salamine de Chypre, fondée au XIe siècle av. J.-C. à l'Est sur l'Île de Chypre.
- Sami, en Grèce (Céphalonie).
- Samos, en Grèce (Mer Égée).
- Samothrace située dans la mer de Thrace, fondée à la fin du VIIIe siècle av. J.-C., voir Sanctuaire des Grands Dieux de Samothrace, en Grèce (Mer Égée).
- Sardes en Lydie, aujourd'hui en Turquie (province de Manisa).
- Ségeste, en Italie (Sicile).
- Sélinonte, en Italie (Sicile).
- Sicyone, fondée au XXe siècle av. J.-C., en Grèce (Corinthie).
- Sidé, en Pamphylie, fondée au VIIe siècle av. J.-C., aujourd'hui en Turquie (province d'Antalya).
- Siphae / Tipha, port de Thespies, en Grèce (Béotie).
- Soles (Chypre)
- Soles (Cilicie), en Cilicie, aujourd'hui en Turquie (province de Mersin).
- Sparte, également appelée Lacédémone, dans le Péloponnèse, en Grèce (Laconie).
- Stenyclaros, en Grèce (Messénie).
- Sybaris, en Italie (Calabre).
- Syracuse, en Italie (Sicile).

## T
- Tamassos, à Chypre.
- Tanagra (cité antique), en Grèce (Béotie).
- Tanaïs (ancienne cité)
- Taranto, Tarente, en Italie (les Pouilles).
- Tauroménion, Taormine.
- Tégée, en Grèce (Arcadie).
- Telmessos, en Lycie, aujourd'hui en Turquie (Fethiye, province de Muğla).
- Temnos (Éolide)
- Tenea, Dème de Tenée
- Ténédos (île turque de Bozcaada)
- Téos, en Ionie, fondée au cours du Ier millénaire av. J.-C., aujourd'hui en Turquie (province d'Izmir).
- Termessos, en Lycie, aujourd'hui en Turquie (province d'Antalya).
- Thasos, ville de l’île Thasos, fondée vers 680 av. J.-C., en Grèce (Mer Égée).
- Théra, en Grèce (Cyclades).
- Thespies, en Grèce (Béotie).
- Thèbes, fondée par Cadmos, en Grèce (Béotie).
- Théodosie (Crimée).
- Therma / Thermè, Thessalonique
- Thermon, en Grèce (Étolie).
- Thespies.
- Thorikos, en Grèce (Attique).
- Thourioï, en Italie (Calabre).
- Thronion (Illyrie)
- Thyrium (Acarnanie).
- Tipha / Siphae, port de Thespies, en Grèce (Béotie).
- Tirynthe, en Grèce (Argolide).
- Tithoraea (Béotie)
- Tomis, Constanța (Roumanie).
- Torone.
- Tragurion, Trogir (Dalmatie)
- Trapeze (Crète).
- Trézène, en Grèce (Argolide).
- Trikka, en Grèce (Thessalie).
- Tripoli (Liban)
- Tripoli (Libye), Oea (cité antique)
- Tripoli de Phrygie, Tripoli sur le Méandre.
- Tripoli du Pont, Tirebolu
- Tripoli de Thessalie, Tripolis Larisaia.
- Troie, en Turquie (province de Çanakkale).
- Troizen (Τροιζήν), Trézène (ville)
- Troliton, Megara Hyblaea (Sicile)
- Tylissos (Crète).
- Tyndaris, en Italie (Sicile).
- Tyras (Ukraine)
- Tyritakē (Crimée).
- Tyroas (Τύρος), Tyr (Liban).

## V
- Vasilikí (Lassíthi)
- Vathypetros

## X
- Xanthe, en Lycie, aujourd'hui en Turquie (province d'Antalya).

## Z
- Zakros (Crète)
- Zakynthos, Zante
- Zankle, Messine (Sicile), fondée entre 750 et 730 av. J.-C.